# Kanchanaburi
Kanchanaburi, (thai: กาญจนบุรี) är en provins (changwat) i västra Thailand. Provinsen hade år 2000 734 394 invånare på en areal av 19 483,2 km². Provinshuvudstaden är Kanchanaburi.
Kanchanaburi är Thailands tredje största provins och ligger väster om Bangkok. Invånarantalet är cirka 800 000 i hela provinsen och i Kanchanaburi stad cirka 54 000. Till ytan är provinsen cirka 19 480 km² och avståndet till Bangkok cirka 130 km. 
Kanchanburi gränsar till Myanmar (Burma) och var också den första försvarslinjen mot burmeserna historiskt sett. Kanchanaburi är mest känd eller ökänd om man vill, för bron över floden Kwai. Bron över Kwai byggdes under andra världskriget åren 1942–1943 av tusentals straffångar från de allierades sida. Den japanska armen ville ha bron för att transportera manskap och utrustning till den burmesiska fronten, där Japan krigade mot britterna. Hela järnvägssträckan mellan Burma och Thailand är 415 km lång och tusentals fångar dog under byggandet av bron (2 man per meter). Många av fånglägren kan man gå till och några visas även för grupper. Händelsen har filmatiserats bland annat genom filmen Bron över floden Kwai (1957). 
Kanchanaburi har en lokal nattmarknad, som är en av de större turistattraktionerna i staden.

## Administrativ indelning
Provinsen är indelad 13 distrikt (amphoe). Distrikten är i sin tur indelade i 98 subdistrikt (tambon) och 887 byar (muban).    